# Luis Severino
Pour les articles homonymes, voir Severino.
Luis Severino (né le 20 février 1994 à Sabana de la Mar, Hato Mayor, République dominicaine) est un lanceur droitier des Mets de New York de la Ligue majeure de baseball.

## Carrière
Luis Severino signe son premier contrat professionnel en décembre 2011 pour 225 000 dollars US avec les Yankees de New York. Il débute en 2012 sa carrière professionnelle dans les ligues mineures avec un club affilié aux Yankees dans la Ligue d'été de République dominicaine, avant de rejoindre en 2013 leur club-école de niveau recrues dans la Gulf Coast League, aux États-Unis. Vu comme un joueur très prometteur, il est rapidement considéré comme le meilleur prospect en une décennie à être sous contrat avec les Yankees. En juillet 2014, il participe au match des étoiles du futur à Minneapolis et, au début 2015, Baseball America le classe au 35e rang de son palmarès annuel des 100 meilleurs joueurs d'avenir, où il est le plus haut classé parmi les athlètes signés par les Yankees.
Une place dans l'effectif des Yankees se crée lorsque le lanceur partant Michael Pineda est ajouté à la liste des joueurs blessés à la fin juillet 2015. L'occasion est belle d'accorder une première chance à Severino, d'autant plus que les Yankees n'ont réalisé aucune transaction pour acquérir un lanceur partant à la date limite des échanges du 31 juillet, refusant de céder à une autre équipe leur jeune artilleur de 21 ans. Severino fait de brillants débuts dans le baseball majeur le 1er août 2015 face aux Red Sox de Boston au Yankee Stadium : le lanceur partant droitier œuvre 5 manches, n'accordant qu'un point, deux coups sûrs et un but-sur-balles en plus de réussir 7 retraits sur des prises. Il encaisse cependant la défaite dans le revers de 2-1 des Yankees, ayant alloué un coûteux coup de circuit à David Ortiz des Red Sox.